# Coliseo de Noviciado
El Coliseo de Noviciado fue un teatro de Madrid, activo entre 1906/7 y 1912, situado en la calle de San Bernardo. Tras el incendio que lo destruyó en su totalidad, se construyó en el solar el Teatro Álvarez Quintero, inaugurado en 1913, reconvertido más tarde en Cinema X. 

## Historia
El Coliseo del Noviciado, dedicado a alternar funciones de cine y representaciones del género chico, fue construido en 1907 en el espacio que antes ocupaba una barraca de esparcimiento. Efímera obra de estilo art nouveau, firmada por el arquitecto José Carnicero Rodríguez. El edificio propiedad de Francisco Pérez y Agustín Rodríguez quedó destruido el 7 de abril de 1912 en apenas 10 minutos por un incendio que se produjo cuando en la cabina de proyecciones se inflamó la película saltando el fuego hacia el techo que era de madera. En la revista El Arte del Teatro, un reportaje promocionando su inauguración describía así: 

“La sala de espectáculos, capaz para 600 personas, puede servir de modelo en su género. Tiene 20 metros de extensión por 12 transversalmente. Cuenta con seis bonitos palcos frente al escenario, cuya embocadura es de seis metros de ancho por cuatro y medio de alto. Las butacas, verdaderos cómodos sillones, están forrados de terciopelo rojo en invierno, y de rejilla en los meses caniculares, como corresponde á cada una de las distintas estaciones del año. La sala de espera de la entrada general es una amplia terraza, enlosada higiénicamente con baldosines hidráulicos. En verano le prestan amenidad y frescura plantas y un buen surtido puesto de refrescos. Para la época invernal, esta misma sala de espera será cubierta con una montera de cristal y hierro. A ambos lados de la magnífica verja de entrada se han instalado dos despachos de billetes cuyas cúpulas costaron más de 500 pesetas".

En el Instituto Valenciano de Arte Moderno se conservan varios dibujos y bocetos a lápiz realizado por el pintor Ignacio Pinazo hacia 1909.